# Bourbon Argos
Die Bourbon Argos ist ein Ankerziehschlepper der Bourbon Offshore Greenmar und fährt unter Luxemburger Flagge.
Das Schiff wurde im Jahr 2015 an Ärzte ohne Grenzen verchartert. Die Organisation stattete es als Seenotrettungsschiff aus.

## Schiff
Das Schiff ist ein 68 Meter langer Ankerziehschlepper. Es wurde unter der Baunummer 356 gebaut und im April 2013 fertiggestellt.

## Technische Daten und Ausstattung
Der Antrieb des Schiffes erfolgt durch zwei Viertakt-Achtzylinder-Dieselmotoren des Herstellers MaK mit jeweils 4000 kW Leistung. Die Motoren wirken auf zwei Verstellpropeller, die beide mit einer Kortdüse ausgestattet sind. Weiterhin verfügt das Schiff über zwei Querstrahlsteueranlagen im Bug- und eine weitere Querstrahlsteueranlage im Heckbereich.
Das Schiff verfügt über ein System zur dynamischen Positionierung (DP 2).
Für die Stromversorgung stehen zwei Wellengeneratoren mit jeweils 1600 kW Leistung (Scheinleistung 2000 kVA), zwei Hilfsgeneratoren mit jeweils 350 kW Leistung (Scheinleistung 438 kVA) sowie einem Notgenerator mit 72 kW Leistung (Scheinleistung 90 kVA) zur Verfügung.
Der Pfahlzug des Schiffes beträgt 136 t.
Das Schiff verfügt über ein 420 m² großes, offenes Arbeitsdeck hinter den Aufbauten. Hier können insgesamt 800 t Güter und Ausrüstungsgegenstände mitgeführt werden. Das Deck kann mit 5 t/m² belastet werden.
An Bord befinden sich sechs Einzelkabinen, acht Doppelkabinen, zwei Vierbettkabinen sowie ein Hospital. In den Kabinen können insgesamt 30 Personen untergebracht werden.

## Einsätze als Rettungsschiff
Im Jahr 2015 wurde das Schiff für den Einsatz als Rettungsschiff umgerüstet. An Deck wurden Container aufgebaut mit einer Notaufnahme, einem Untersuchungsraum, einem Verbandsraum, einem Raum für Hygienematerialien und einem Lager; außerdem wurde eine Leichenhalle eingerichtet. Betrieben wird das Schiff von der maltesischen Organisation Migrant Offshore Aid Station (MOAS) und Ärzte ohne Grenzen. Die Bourbon Argos kann 300 bis 350 Menschen an Bord nehmen. An Bord ist ein Team aus Ärzten, Krankenpflegern, Logistikern, Wasser- und Sanitärexperten und interkulturellen Mediatoren. 15 seemännische Besatzungsmitglieder sind für die Schiffstechnik verantwortlich. Neben medizinischer Hilfe für Bootsflüchtlinge im Mittelmeer werden Hilfsgüter an die Geretteten verteilt.
Am 9. Mai 2015 lief das Schiff vom Hafen von Augusta, Sizilien, für eine viermonatige SAR-Aktion im Mittelmeer aus.
Am 6. August 2015 wurden mehr als 613 Menschen gerettet. Zusammen mit dem zweiten Schiff von MOAS, der Motoryacht Phoenix, konnte ein Flüchtlingsboot vor dem Kentern bewahrt werden, indem die Insassen, die schwimmen konnten, davon überzeugt wurden, ins Wasser zu springen und sich an aufblasbaren Bojen festzuhalten. Die Flüchtlinge kamen u. a. aus Syrien, Eritrea und Bangladesch.
Am 17. August 2016 feuerte ein unbekanntes Schiff mehrere Schüsse in Richtung der Bourbon Argos, die sich rund 25 Seemeilen vor der libyschen Küste befand. Das MSF-Personal behauptete, das Schiff sei dabei im Bereich der Brücke getroffen worden, man hätte sich anschließend in den Schutzraum des Schiffes zurückgezogen, während Unbekannte das Schiff durchsucht hätten. Später gab ein Kommandant der Küstenwache Libyens an, man habe lediglich Warnschüsse abgegeben, als die Bourbon Argos einer Aufforderung, sich zu identifizieren, nicht nachgekommen war.